# Cencerro (instrumento musical)

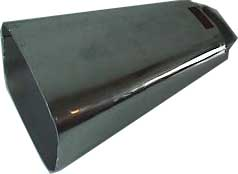
Cencerro.

El cencerro es un instrumento musical de percusión. Modernamente se fabrican pequeñas campanas o cencerros sin badajo específicos para ser usados como instrumentos musicales. Pueden estar fijos a un soporte y son idiófonos sacudidos. Se percuten con baquetas de madera especialmente diseñadas para este instrumento. Normalmente, se fabrican en cobre, acero o en aleación de acero. Se utilizan de distintos tamaños para conseguir diversos sonidos dependiendo del estilo de música en el que sea utilizado. Sea cual sea su tamaño el sonido resultante es indeterminado.

## Estilos de sonidos.
Se pueden conseguir cuatro sonidos generales:
- Sonido agudo abierto.
- Sonido agudo cerrado.
- Sonido grave abierto.
- Sonido grave cerrado.

Para conseguir los sonidos cerrados hay que hacer cierta presión sobre el instrumento con los dedos índice y corazón. En cambio para producir los sonidos abiertos no hay que presionar el instrumento. El sonido grave se practica percutiendo el instrumento con la baqueta en la parte más ancha del cencerro. El sonido agudo se consigue golpeando la baqueta en la parte más estrecha. También se pueden conseguir dos efectos de sonido: el efecto rebote, que consiste en tocar cualquiera de los sonidos anteriores dejando rebotar la baqueta, y el efecto de redoble, que se consigue introduciendo la baqueta en el interior del cencerro y moviéndola de forma que golpee con las paredes del instrumento.

## Estilos de música
Los cencerros tiene un papel destacados en la música de baile latinoamericana, donde son muy utilizados, y cuando se incluyen en la orquesta están agrupados en el subapartado de pequeña percusión.
En la música cubana, la persona que toca los bongos, a menudo, alterna los dos instrumentos. En este sentido, muchas veces, el cencerro también se coloca en el atril de los timbales y, también se combinan ambos instrumentos.
- Datos: Q775570
- Multimedia: Cowbells / Q775570